# Charles Burkitt
Charles Burkitt (ur. 28 kwietnia 1986 w Nottingham) – brytyjski wioślarz.

## Osiągnięcia
- Mistrzostwa Świata Juniorów – Banyoles 2004 – czwórka ze sternikiem – 2. miejsce[1].
- Mistrzostwa Świata U-23 – Glasgow 2007 – dwójka bez sternika – 3. miejsce[1].
- Mistrzostwa Europy – Ateny 2008 – ósemka – 6. miejsce[1].